# بريتاني لاودا
بريتاني لاودا (بالإنجليزية: Brittany Lauda)‏ هي ممثلة أمريكية، ولدت في 18 فبراير 1993 في هنتنغتون في الولايات المتحدة.

## أعمال

### مسلسلات
- حبيبتي الأولى غيارو

## وصلات خارجية
- الموقع الرسمي
- بريتاني لاودا على موقع IMDb (الإنجليزية)
- بريتاني لاودا على موقع ANN person (الإنجليزية)